# Annabelle Milot
Pour les articles homonymes, voir Milot.
Annabelle Milot, née en 1975, est une réalisatrice, animatrice et actrice française.

## Biographie

### Enfance et formation
Elle est née en 1975.

### Carrière
Elle passe trois ans aux Cours Florent. 
Elle joue, met en scène et adapte pour le théâtre deux romans d'Amélie Nothomb, Cosmétique de l'ennemi et Le sabotage amoureux,. 
Elle est Marie dans la série télévisée Seconde B sur France 2.
Pour France 2, elle écrit plusieurs sketchs pour la série Un gars, une fille.
En 2004, elle devient Miss météo sur Canal+.
En 2006, elle participe à l'émission Au tour du Blockbuster tous les mercredis sur TPS Star.
En 2012, Kamini lui écrit une chanson humoristique et décalée. Et en 2014, elle interprète en duo la chanson La Parisienne.
En 2013, elle réalise son premier court métrage Life Game avec son complice Alex Mandot (monteur/cameraman).
Annabelle Milot a aussi joué dans plusieurs publicités.
En 2014, elle réalise son troisième court-métrage Le Virus avec Alain Bouzigues.
En 2015, elle réalise son quatrième court-métrage avec Pascal Légitimus, Endorphine.
Elle pose pour le calendrier 2015 Circus au profit du Sidaction.
En 2016, sa WeBsérie Les Karatoqués (conceptrice et comédienne) est sélectionnée en compétition officielle du Festival des créations télévisuelles de Luchon.
En 2018  elle réalise son cinquième court-métrage : Là-haut, il fait froid.
En décembre 2018, son film Tchétchénie 2018, retour en arrière fait partie des 60 films sélectionnés pour le Minute film Festival, et reçoit le Prix coup de cœur du jury[réf. nécessaire].
En 2020 elle tourne dans Les Olympiades de Jacques Audiard.

## Filmographie

### Actrice

#### Courts-métrages
- 2006 : Pigeon
- 2014 : C'est pas ce que vous croyez
- 2015 : Le petit banquet

#### Télévision

##### Séries télévisées
- 1993-1995 : Seconde B : Marie

### Scénariste

#### Séries télévisées
- Un gars, une fille